# Penthesileia

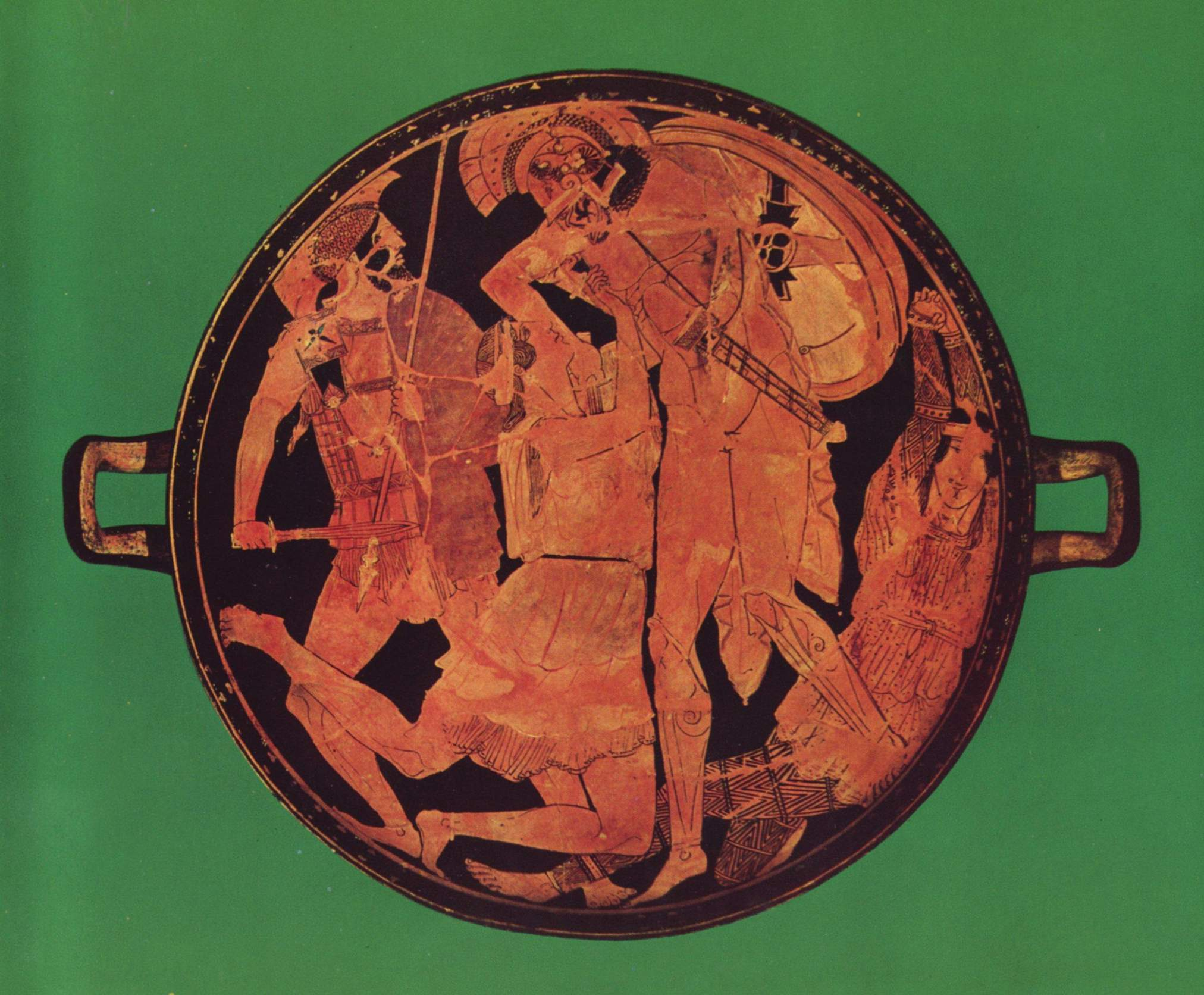
Akilles dödar Penthesileia, avbildad på insidan av en attisk kylix från 470-460 f.Kr.

Penthesileia (grekiska: Πενθεσίλεια) var en amasondrottning i grekisk mytologi. Hon var dotter till Ares och Otrere, samt syster till Hippolyte, Antiope och Melanippe. Penthesileia dödade sin syster Hippolyte med ett spjut under en hjortjakt och drabbades av sådana skuldkänslor att hon önskade att dö. Eftersom hon var en amason och krigare kunde hon endast tänka sig att dö en ärorik död och valde därför att ansluta sig till det trojanska kriget, där hon slogs emot grekerna och dödades av Akilles.
Penthesileia skildras i Bibliotheke, utförligt i Posthomerica av Quintus från Smyrna samt i Aithiopis av Arktinos från Milet. Det sisnämnda eposet ingick i den trojanska cykeln och har gått förlorat, men handlingen finns sammanfattad av Proklos. Den tyske dramatikern Heinrich von Kleist skrev pjäsen Penthesilea som hade premiär 1808. Kleists pjäs var i sin tur förlaga till en opera från 1927 av Othmar Schoeck.